# Gabriela Capová
Gabriela Capová (* 8. Oktober 1993 in Ostrava, Moravskoslezský kraj) ist eine tschechische Skirennläuferin. Sie ist auf die technischen Disziplinen Slalom und Riesenslalom spezialisiert.

## Biografie
Gabriela Capová stammt aus dem mährisch-schlesischen Zentrum Ostrava und startet für den heimischen Skiverein. Im Alter von 15 Jahren bestritt sie in Špindlerův Mlýn ihre ersten FIS-Rennen. Im Februar 2011 nahm sie an den Juniorenweltmeisterschaften in Crans-Montana teil und belegte die Ränge 35 und 39 in Slalom und Riesenslalom. Bei ihren zweiten Juniorenweltmeisterschaften ein Jahr später am Mont Sainte-Anne schied sie in beiden Rennen aus, 2014 in Jasná belegte sie die Ränge 26 und 45. Ihr Europacup-Debüt gab sie im Februar 2013 im Slalom von Innichen und erreichte in der folgenden Saison ihre ersten Punkte. Bei der Universiade in Pozza di Fassa kam sie über einen 35. Rang im Riesenslalom nicht hinaus.
Am 4. Januar 2015 gab sie im Slalom von Zagreb ihr  Weltcup-Debüt und startete fortan vereinzelt in Weltcup-Slaloms. Bei den Weltmeisterschaften in Vail/Beaver Creek wurde sie 55. im Riesenslalom, im Slalom kam sie nicht ins Ziel. Bei den Weltmeisterschaften 2017 in St. Moritz verbesserte sie sich im Slalom auf Rang 33. In der Saison 2017/18 gelang ihr ein kleiner Durchbruch. Zunächst gewann sie im Slalom von Kranjska Gora mit Rang 19 ihre ersten Weltcup-Punkte und qualifizierte sich damit für die Olympischen Spiele in Pyeongchang. Im Europacup näherte sie sich mit einem vierten Rang in Melchsee-Frutt erstmals den Podiumsplatzierungen. Bei den Spielen in Südkorea belegte sie Rang 29 im Riesenslalom und den neunten Platz mit der Mannschaft, im Slalom schied sie aus. Ende der Saison gewann sie im Riesenslalom ihren ersten Staatsmeistertitel.

## Erfolge

### Olympische Spiele
- Pyeongchang 2018: 9. Mannschaftswettbewerb, 29. Riesenslalom

### Weltmeisterschaften
- Vail/Beaver Creek 2015: 55. Riesenslalom
- St. Moritz 2017: 33. Slalom
- Åre 2019: 9. Mannschaftswettbewerb, 21. Slalom, 37. Riesenslalom

### Weltcup
- 4 Platzierungen unter den besten 20

### Weltcupwertungen
| Saison  | Gesamt | Gesamt | Slalom | Slalom |
| Saison  | Platz  | Punkte | Platz  | Punkte |
| ------- | ------ | ------ | ------ | ------ |
| 2017/18 | 114.   | 12     | 50.    | 12     |
| 2018/19 | 88.    | 33     | 40.    | 33     |
| 2019/20 | 101.   | 21     | 35.    | 21     |

### Europacup
- Saison 2018/19: 2. Slalomwertung
- 2 Podestplätze, davon 1 Sieg:

| Datum           | Ort    | Land       | Disziplin |
| --------------- | ------ | ---------- | --------- |
| 5. Februar 2019 | Obdach | Österreich | Slalom    |

### Juniorenweltmeisterschaften
- Crans-Montana 2011: 35. Slalom, 39. Riesenslalom
- Jasná 2014: 26. Slalom, 45. Riesenslalom

### Weitere Erfolge
- 1 tschechischer Meistertitel (Riesenslalom 2018)
- 3 tschechische Vizemeistertitel (Slalom 2016 und 2018, Riesenslalom 2017)
- 4 Podestplätze im Far East Cup
- 23 Siege in FIS-Rennen